# Consonne affriquée
En phonétique articulatoire, une consonne affriquée est une consonne composée d'une phase occlusive où le flux d'air est bloqué, suivie par une étape fricative où l'air retenu est relâché pour passer par une ouverture plutôt étroite. Ce son est produit en l'espace de temps nécessaire à la production d’une consonne occlusive fricative simple.
Les affriquées sont également appelées occlu-constrictives, (se)mi-constrictives ou (se)mi-occlusives.

## Étymologie et définition
Le terme « affriqué  » signifiant « frotté » ou « exciter » par le frottement, est le participe passé du verbe affriquer, emprunté du latin affricare, signifiant « frotter contre ».

## Articulation
L'étape initiale d'occlusion puis l'étape suivante de relâchement doivent se produire au même point d’articulation et sont donc homorganiques. Dans le cas de /t͡ʃ/ (anciennement noté /ʧ/), le premier élément n'est pas à proprement parler [t̪] (occlusive dentale) mais une occlusive post-alvéolaire comme [ʃ]. D’ailleurs, si on veut décrire cette articulation (/ʃ/) avec précision, il faut ajouter qu'elle est simultanément palatale dans la plupart des langues (prévélaire en français) et qu’elle comporte le plus souvent un avancement labial (plus ou moins prononcé selon le phone qui suit), mais cela n'est pas le cas en castillan, par exemple. Toutes ces co-articulations sont également présentes dans l'élément occlusif, et il est donc exclu de symboliser les affriquées au moyen de deux symboles distincts (/tʃ/). Cela pourrait laisser penser qu'il y a occlusion au niveau dental ou alvéolaire, suivie d'une constrictive postalvéolaire.
En effet, on a bien /t͡ʃ/ dans un très grand nombre de langues comme l'anglais, le castillan, l'italien et en français dans des emprunts étrangers récents. Dans cette dernière langue, on trouve parfois aussi la séquence /t.ʃ/ entre deux syllabes distinctement séparées, mais la prononciation usuelle reste affriquée, y compris entre deux mots successifs.
Jusqu'au XIIIe siècle environ, l'ancien français employait abondamment des consonnes affriquées telles que /d͡ʒ/, /t͡ʃ/ ou /d͡z/. Leur usage, perdu depuis des siècles dans l'essentiel des langues d'oïl a néanmoins partiellement perduré jusqu'à nos jours en wallon. Par exemple, on prononce vatche [vat͡ʃ] au lieu de vache [vaʃ] ou encore djambe [d͡ʒɑ̃ːb] au lieu de jambe [ʒɑ̃ːb].

## Affrication et patois francophones
L'affrication est un phénomène, courant chez les adolescents dans les années 2010 et 2020, consistant à affriquer les t et les d, en général devant i et u, ce qui peut donner, par exemple : « Du coup, genre, Amandjine, sans mentchir elle me djit, genre en mode : t’as pris tes protège-tibias pour vendredji ouuuu ? »,,. À la suite d'un article de Marie-Ève Lacasse sur ce phénomène phonétique publié dans le journal Libération du 11 janvier 2024, le politicien Éric Zemmour fait un lien entre cette affrication et l'Afrique, croyant percevoir à travers l'affrication un mode d'expression venant d'Afrique et rappelant à cette occasion sa thèse complotiste du grand remplacement. Mais d'après les linguistes, ce mode de prononciation n'a aucun rapport avec l'Afrique. En outre, les termes d'Afrique et d'affrication n'ont aucun lien étymologique, ce dernier venant du latin affricare, pour « frotter contre », comme l'ont fait remarquer plusieurs médias francophones,,. RTS  indique à cette occasion, qu'avant d'être pratiqué par les adolescents français, l'affrication est un effet phonétique courant dans plusieurs patois francophones, par exemple en Suisse romande ou au Québec. Un article du journal Le Figaro indique également que c'est un phénomène phonétique ancien « notamment dans les langues romanes, où il est particulièrement répandu ».

## Notation
Les affriquées sont souvent représentées avec deux consonnes à la suite : ([kx]). Cependant, un symbole unique serait préférable pour montrer qu'elles ne forment qu'un unique phonème. Ce choix d'un symbole unique pour les affriquées a été fait pour le pinyin, romanisation du chinois mandarin standard (z, c, j, q, zh, ch). Pertinent du point de vue linguistique, cela est toutefois une complexification pour le locuteur débutant, chinois ou étranger. La pertinence linguistique et la praticité peuvent donc s'opposer. Unicode dispose de ligatures propres pour six des affriquées les plus communes. Pour les autres, l’Association phonétique internationale recommande le recours à la ligature tirant [o͡o].
Une autre méthode indique la partie fricative en exposant ([pᶠ]). On retrouve également les mêmes méthodes pour indiquer la prénasalisation, la barre de liaison pouvant être utilisée (certaines consonnes affriquées peuvent elles-mêmes être prénasalisées).

## Liste des affriquées pulmoniques de l'Alphabet phonétique international

### Bilabiale
- [p͡ɸ] (non voisée)
- [b͡β] (voisée)

### Labio-dentale
- [p̪͡f] (non voisée)
- [b̪͡v] (voisée)

### Dentale
- [t͡θ] (non voisée)
- [d͡ð] (voisée)

### Alvéolaire
- [t͡s] (non voisée)
- [d͡z] (voisée)
- [t͡ɬ] (latérale non voisée)
- [d͡ɮ] (latérale voisée)

### Palato-alvéolaire
- [t͡ʃ] (non voisée)
- [d͡ʒ] (voisée)

### Alvéolo-palatale
- [t͡ɕ] (non voisée)
- [d͡ʑ] (voisée)

### Rétroflexe
- [t͡ʂ] (non voisée)
- [d͡ʐ] (voisée)

### Palatale
- [c͡ç] (non voisée)
- [ɟ͡ʝ] (voisée)

### Vélaire
- [k͡x] (non voisée)
- [ɡ͡ɣ] (voisée)

### Uvulaire
- [q͡χ] (non voisée)
- [ɢ͡ʁ] (voisée)

### Épiglottale
- [ʡ͡ʜ] (non voisée)
- [ʡ͡ʢ] (voisée) (en)

### Glottale
- [ʔ͡h]